# Sinigrina
Sinigrina é um glucosinolato pertencente à família química dos glicosídeos que ocorre em algumas plantas da família Brassicaceae, entre as quais a couve-de-bruxelas, os brócolos e as sementes de mostarda (Brassica nigra). O composto está presente em células especializadas, designadas por células mirosínicas, sendo parte integrante do sistema de defesa das plantas contra a herbivoria. O composto é responsável pelo aroma e sabor do óleo de mostarda, o qual é gerado por acção da enzima mirosina que hidrolisa a sinigrina.

## Descrição
Quando a sinigrina contida em plastos específicos do tecido das plantas, em células mirosínicas, é libertada por esmagamento do tecido ou por acção de herbívoros, a enzima mirosinase degrada a sinigrina dando origem ao cheiro típico do produto conhecido por óleo de mostarda (devido ao isotiocianato de alilo), que é também responsável pelo sabor acre da mostarda e do rábano picante.
As sementes da mostarda-branca, Sinapis alba, produzem uma mostarda muito menos picante já que esta espécie contém um glucosinolato diferente, a sinalbina.
O nome químico da sinigrina é alilglucosinolato ou 2-propenilglucosinolato.